# Force de défense du peuple (Kalay)

Insigne des forces de défense populaire - Kalay

La Force de défense du peuple (Kalay) (birman : ပြည်သူ့ကာကွယ်ရေးတပ်ဖွဲ့ (ကလေး) , en abrégé PDF Kalay) est une force de défense locale opérant à Kalaymyo, dans la région de Sagaing, en Birmanie. Elle a été formée par des jeunes de Birmanie sous le gouvernement d'union nationale et des militants pro-démocratie en 2021 en réponse au coup d'État du 1er février 2021 et aux violences en cours en Birmanie par la junte militaire. La force comprend 12 bataillons,,,.